# جون غيلبرت (لاعب كرة قاعدة)
جون غيلبرت (بالإنجليزية: John Gilbert)‏ هو لاعب كرة قاعدة أمريكي، ولد في 8 يناير 1864 في Pottstown, Pennsylvania ‏ في الولايات المتحدة، وتوفي بنفس المكان في 12 نوفمبر 1903.

## وصلات خارجية
- جون غيلبرت على موقعبيزبول رفرنس.كوم (الدوري الرئيسي) (الإنجليزية)
- جون غيلبرت على موقعبيزبول رفرنس.كوم (الدوري الثانوي) (الإنجليزية)